# Depesch
En depesch är en ofta brådskande rapport till en utrikesminister som sammanställs av en ambassadör. Namnet kommer ifrån franskans dépecher som betyder skynda.
I Sverige har depecher historiskt även kallats relationer, medan motsvarande handling från utrikesministern ställd till en ambassadör då kallades reskript.